# حسین یاحقی
حسین یاحقّی (زادهٔ ۱۲۸۲ در تهران – درگذشتهٔ ۶ آبان ۱۳۴۷) آهنگساز، نوازنده ویلن و کمانچه و رهبر ارکستر بود.

## زندگی
حسین یاحقّی در سال ۱۲۸۲ در تهران زاده شد. او از کودکی آوایی خوش داشت. پیش از رسیدن به سن بلوغ، آهنگ‌های شبیه خوانی را نزد «میرزا حسین تعزیه‌گردان» فرا گرفت و چون با موسیقی آشنا شده بود نقش خود را بسیار خوب ایفا می‌کرد. پس از چندی نزد «اسماعیل‌زاده» که استاد کمانچه خواهرش (کشور خانم) معروف به «فرخ‌لقا» نیز بود به فراگیری موسیقی پرداخت.
پس از دو سال «ایرج میرزا» به منزل اسماعیل‌زاده آمد و استاد، شاگرد کوچکش را به وی معرفی کرد. ایرج میرزا که مردی با ذوق بود استعداد او را دریافت و وی را تشویق کرد. حسین یاحقی شانزده سال بیش نداشت که نوای کمانچه اش شنیدنی بود و کلاس مشق برپا می‌کرد!!
او افزون بر این ساز به آموختن سازهای سه‌تار و ویلن پرداخت به گونه‌ای که ویلن ساز تخصصی وی شد. او در این ساز سبکی تازه برای موسیقی ایران به ارمغان آورد. وی در هنرستان هنرهای زیبا نیز به آموزش ویلن پرداخت اما هرگز کمانچه را کنار نگذاشت.
در این هنگام با «ابوالحسن صبا» دوستی پیدا کرد و صبا او را تشویق کرد که نت بیاموزد و خود آموزش وی را بر دوش گرفت. این کار در پیشرفت یاحقی تأثیر فراوان داشت.
حسین یاحقی بیش از پانصد آهنگ و پیش‌درآمد و رنگ و ترانه ساخته که از بهترین آثار هنر موسیقی کلاسیک ایران بشمار می‌رود. «برق غم»، «جوانی»، «بی‌خبر» و «گل مستان» برخی از ساخته‌های او است.
یاحقی همهٔ زندگی‌اش را با موسیقی گذراند. وی مردی فروتن و خوشرو و به دور از خودپسندی بود. او چون پدری مهربان زندگی اش را صرف تربیت شاگردانش نمود تا فرهنگ صوتی ایران زمین آسیب‌پذیر نواهای بیگانه نشود.
از شاگردان ممتاز وی «پرویز یاحقی» بود که خواهرزاده اش بود و در موسیقی ذوقی سرشار داشت. او ویلن را به سبک دایی اش شیرین و ممتاز می‌نواخت. پرویز یاحقی (صدیقی پارسی) به احترام او با نام «یاحقی» به فعالیت هنری می‌پرداخت.
رامبد صدیف در نُه سالگی با معرفی حسین یاحقی به محضر استاد سلیمان خان امیر قاسمی راه یافت و به مدت بیش ۱۵ سال فراگیری آواز ایرانی پرداخت.

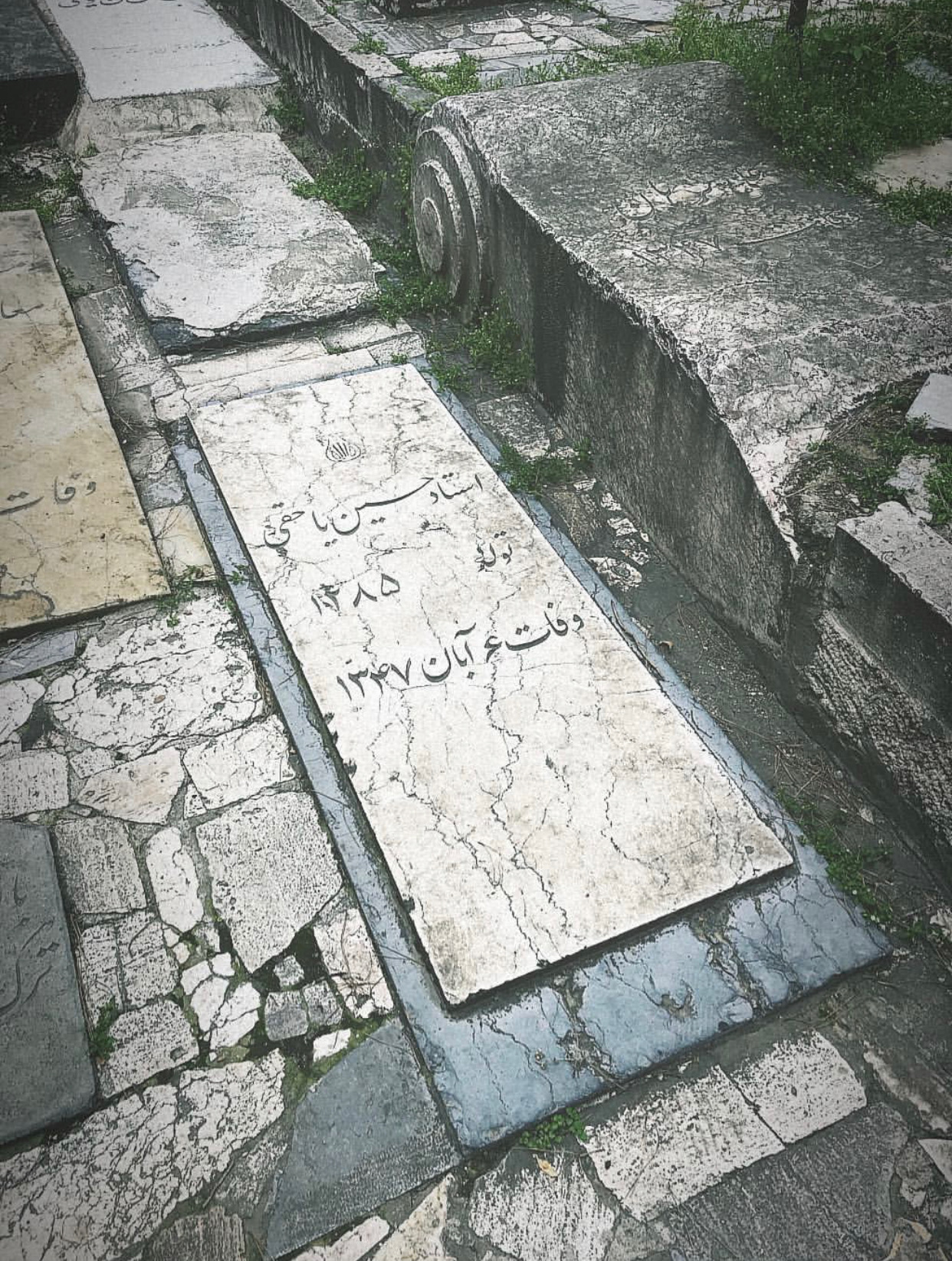
آرامگاه استاد حسین یاحقی در گورستان ظهیرالدوله

حسین یاحقی در ششم آبان ۱۳۴۷ درگذشت و در گورستان ظهیرالدوله به خاک سپرده شد.